# Alby with Thwaite
Alby with Thwaite is een civil parish in het bestuurlijke gebied North Norfolk, in het Engelse graafschap Norfolk met 245 inwoners.

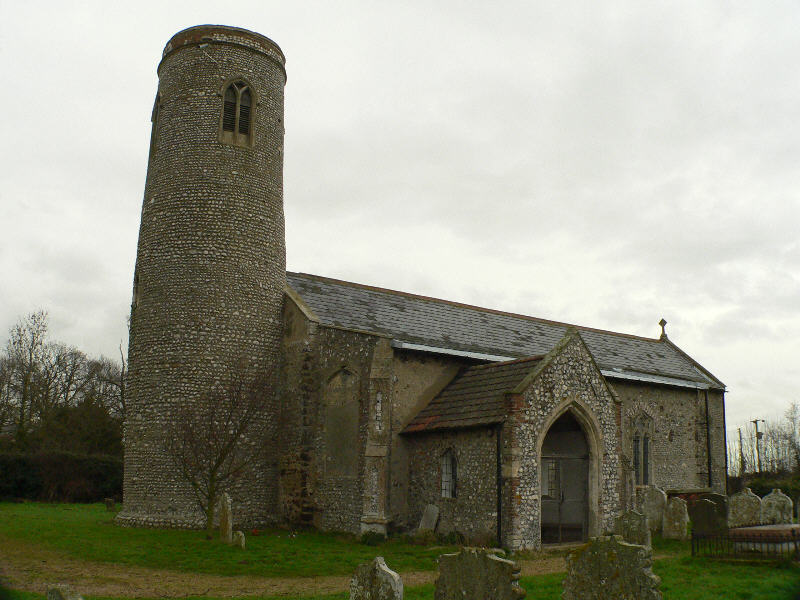
All Saints Church in Thwaite